# فرودگاه مکان سلام
فرودگاه مکان سلام (به انگلیسی: Mekane Selam Airport) یک فرودگاه همگانی با کد یاتا MKS است که یک باند فرود سنگفرش دارد و طول باند آن ۱۵۰۰ متر است. این فرودگاه در کشور اتیوپی قرار دارد .